# 空飛ぶ円盤

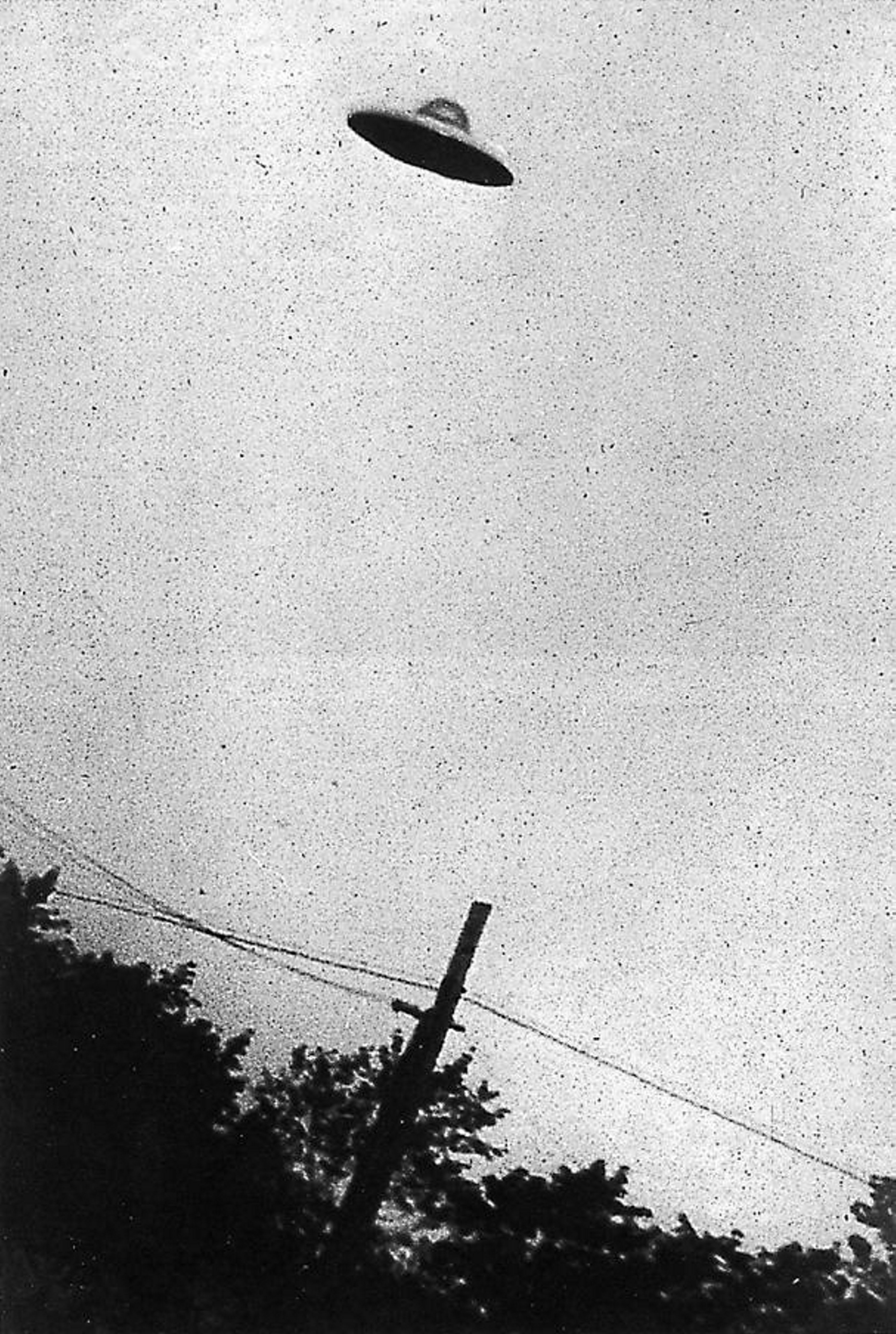
1952年の写真（アメリカ・ニュージャージー州）

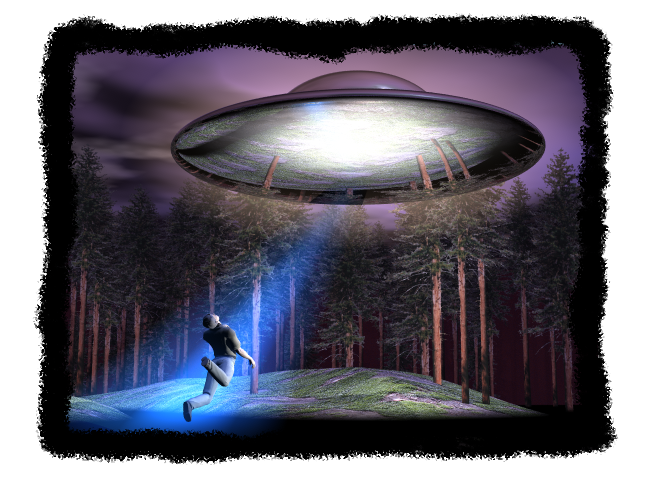
空飛ぶ円盤にアブダクションされる（連れ去られる）トラヴィス・ウォルトンのイメージ

空飛ぶ円盤（そらとぶえんばん、英：flying saucer または flying disc）は、円盤や皿などの形状をした飛行物体のことで、一般的に円盤状の未確認飛行物体（UFO）のことを指す。
物理学的・科学的常識から外れた不思議さから、異星からの宇宙船ではないかとして一般社会で大きな反響を呼び、創作物の題材としても盛んに取り上げられている。

## 概要
常識では考えられない形状や動きの飛行物体とされ、宇宙人の乗り物とされる。「空飛ぶ円盤」という言葉は20世紀半ば以降に普及したが、それ以前の時代に目撃された同種と思われるものもその名で呼ぶことがある。

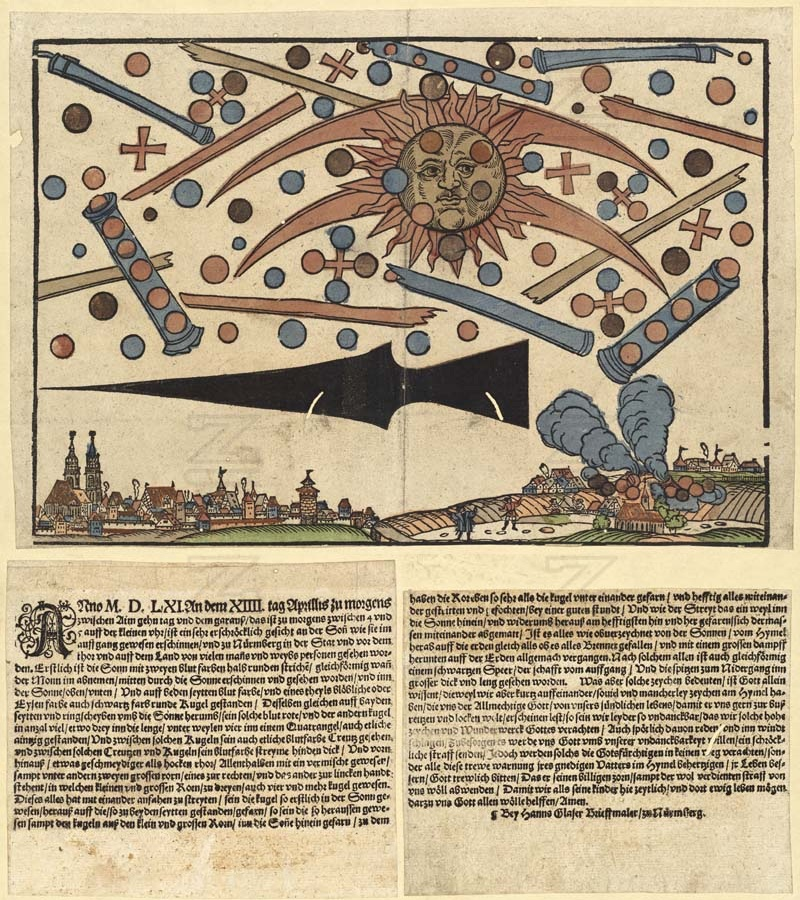
1561年のニュルンベルク上空の天文現象を伝える当時のニュース記事。空飛ぶ円盤の飛来だと解釈する向きもある。

関連する学界は、「空飛ぶ円盤（flying saucer）」 を公式な用語として認めていない。
「UFO」とも呼ぶことがあるが、"UFO（未確認飛行物体）" は本来はアメリカ空軍やアメリカ海軍の用語であり、 正体が確認されていない飛行物体のことである。仮に、特定の空飛ぶ円盤が「宇宙人の乗り物」であると確認されば、その物体は"UFO" から"IFO（確認飛行物体）" となる。

## 歴史
1947年6月24日、アメリカ人実業家ケネス・アーノルドは、アメリカ合衆国西海岸ワシントン州のレーニア山付近上空を自家用機で飛行中、当時としては信じられないほどの高速で編隊飛行を行う9つの三日月形の物体を目撃したという（ケネス・アーノルド事件）。アーノルドは新聞記者の取材を受けた際、水面を "saucer（ソーサー、受け皿）" が跳ねながら飛んでゆくような独特の飛び方をしていたと語ったことから、"flying saucer" という名称が生まれた。アーノルドが saucer に譬えたのはあくまで飛び方であって形体ではなかったが、この言葉をきっかけに皿形・円盤形の謎の飛行物体というイメージが定着することになった。
もっとも、空飛ぶ円盤が異星人の宇宙船であるという説は、アーノルドの事件で語られ始めたわけではない。アメリカ人航空ジャーナリストD・E・キーホー (D.E. Keyhoe) が1949年に唱えたのが公的には最初であり、これが瞬く間に人々の関心事となり、「空飛ぶ円盤、すなわち、異星の宇宙船」という概念が普及し始めた。
「空飛ぶ円盤」は "flying saucer" の日本語訳であるとされているが、日本では第二次世界大戦中から独自の目撃例があり、その際にこの名称が発案されたと主張する研究者もいる。
また日本では、その研究組織が「日本空飛ぶ円盤研究会」を名乗った。
米国国立公文書館は2012年に空飛ぶ円盤の機密を解除し、空飛ぶ円盤は米国空軍の極秘プロジェクトであった旨を明らかにした。空飛ぶ円盤の構造などは、米国特許2953320号などで公表されている。

## ギャラリー
- 世界初のSF専門パルプマガジン『アメージング・ストーリーズ』 表紙

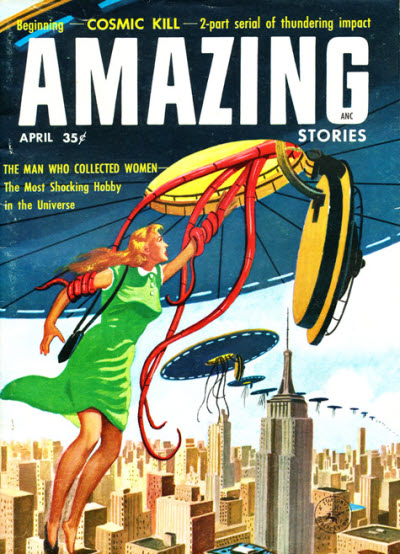
1957年4月号。触手のような捕獲機で女性が円盤内部へ引き込まれようとしている。
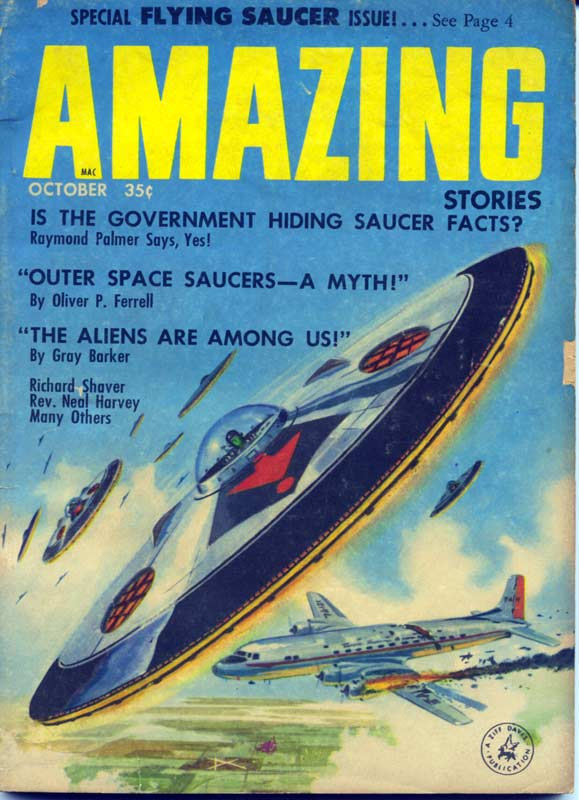
1957年10月号。編隊飛行する空飛ぶ円盤がどこかへ向かう。旅客機のエンジンが炎上している。
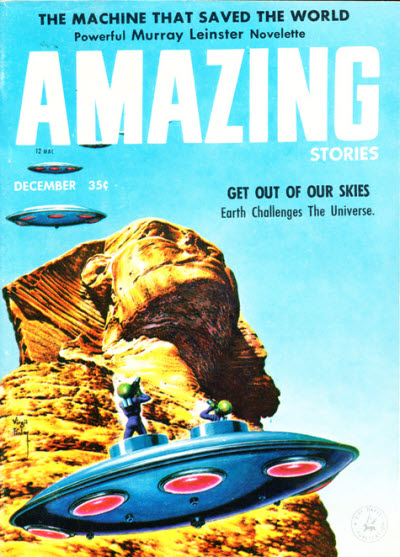
1957年12月号。空飛ぶ円盤に乗った宇宙人達がギザの大スフィンクスを観察している。
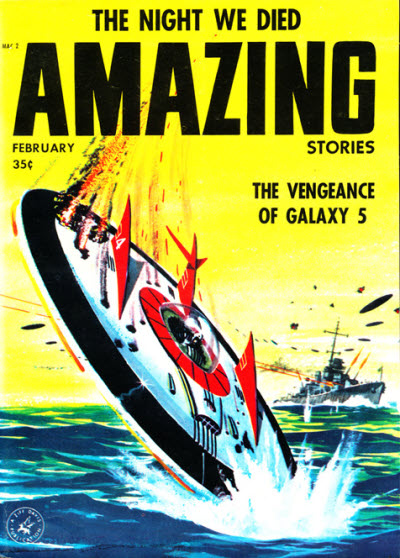
1958年3月号。地球人の攻撃を受けて撃墜される空飛ぶ円盤。
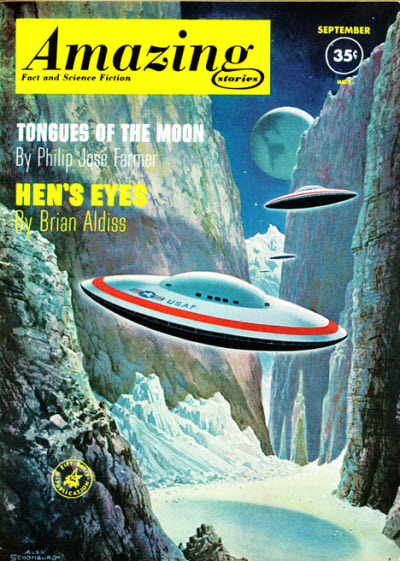
1961年9月号。月の峡谷を探索する空飛ぶ円盤。

- SF専門パルプマガジン『ワンダー・ストーリーズ』 表紙

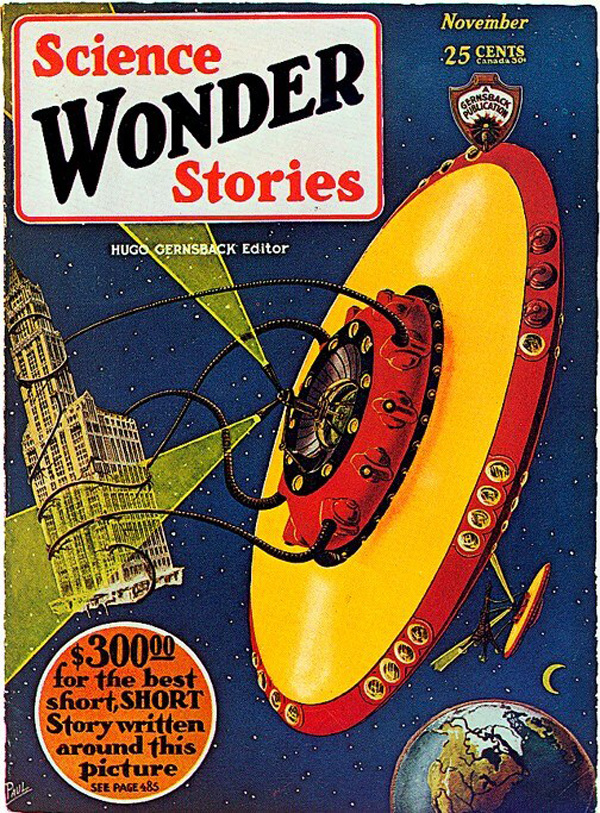
1929年11月号。フランク・R・パウルが空飛ぶ円盤の凶行を描いている。
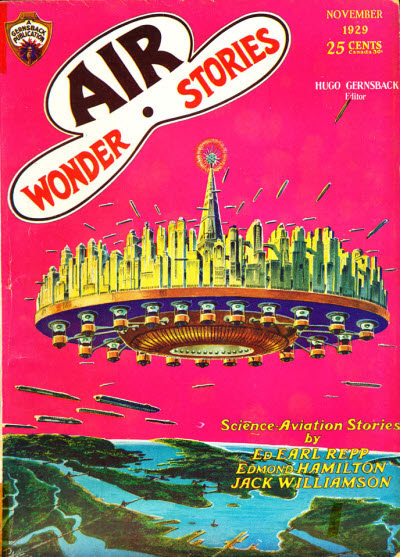
1929年11月号。上部が都市になっていて、夥しい数の葉巻形母船が周囲を飛び交っている。
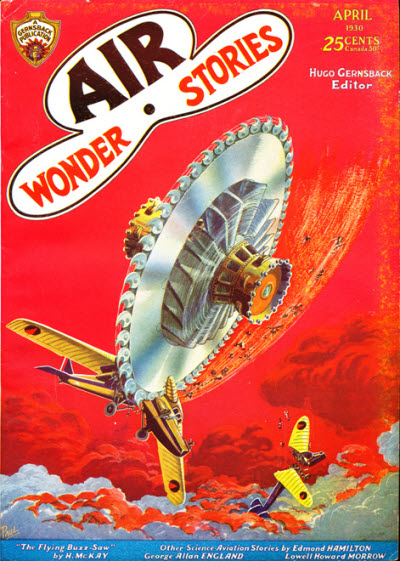
1930年4月号。飛行機を真っ二つにしてしまう丸鋸形の空飛ぶ円盤。